# Nari Mukti Sangh
Nari Mukti Sangh (pronunciació en hindi: [naːriː mʊkt̪ɪ sŋɡʱ]) (en català: Associació per l'Alliberament de les Dones) és una organització de dones de l'Índia, amb una base de partidaris a Bihar i Jharkhand. L'organització es va fundar el març de 1990, durant un congrés de dones a Talekocha, a Giridih, que es va celebrar per organitzar les dones en la lluita contra l'explotació, l'opressió i les atrocitats a que s'enfrontaven. Al congrés també es va escollir un comitè executiu de l'organització, compost per set membres, incloses la presidenta, la secretaria i una tresorera. Actualment, el Nari Mukti Sangh (NMS) compta amb una base considerable als estats de Bihar, Chhattisgarh, Jharkhand, Bengala Occidental i Delhi.
Aquesta organització feminista a l'Índia no s'ha de confondre amb la Nari Mukti Sangh de Tangail, Bangladesh.

## Ideologia
L'organització es considera influenciada per " el marxisme, el leninisme i el maoisme científics" i "creu que els problemes nacionals es poden resoldre mitjançant la lluita de les persones i sobre la base de la independència, la democràcia, la igualtat, l'alliberament de les dones i el socialisme". descriu l'Índia com un país "semi-feudal", i afirma que "sense una transformació radical de l'estat, l'alliberament de les dones no és possible".

## Objectius i activitats
L'organització s'esforça per crear un "espai per a la veu de les dones" i les motiva a participar en "l'activitat econòmica, política i social i els processos de presa de decisions". Els voluntaris del NMS van d'un poble a un altre a Bihar i Jharkhand i, amb la col·laboració de les dones locals, intenta establir el càstig als "autors de violència sexual a través dels tribunals populars" i s'esforça per redreçar cordialment les disputes entre els familiars." També organitza les kranti ka paathshaala (escoles de revolució) per educar les dones, i fins ara ha permès a milers de dones aprendre a llegir i escriure. Shoma Sen escriu,
| « | "Els piquets als centres sanitaris on no hi ha metges, a les escoles on els professors estan absents, lluiten per una distribució equitativa dels grans d'aliments, per obtenir millors salaris i millors preus remuneratius, per obtenir salaris iguals per a la igualtat de treball entre homes i dones, aquestes organitzacions tribals de dones [ Nari Mukti Sangh i Krantikari Adivasi Mahila Sangathan] estan democratitzant els processos d'activitats polítiques, socials i econòmiques de les dones, fent així el desenvolupament i la democràcia més significatius per a elles ". | » |

El NMS s'ha convertit en un cynosure a Jharkhand per la seva campanya als boscos de Pirtand, del districte de Giridih, per salvar els arbres. Eduquen a la població local sobre la importància dels arbres per als humans i la vida salvatge i els fan conscients de les possibilitats de futurs desastres naturals si els arbres son talats contínuament de manera irresponsable. També s'han organitzat per a sancionar els delinqüents amb una multa de 1.000 ₹ o sota pena de càstigs físics.
Es conidera que el NMS és una "organització façana" del Partit Comunista de l'Índia (maoista) pel Ministeri de l'Interior. També es considera un braç del Centre de Coordinació Maoista.